# Grobengereuth
Grobengereuth là một đô thị ở huyện Saale-Orla, bang Thuringia, Đức. Đô thị này có diện tích 5,65 km2, dân số thời điểm ngày 31 tháng 12 năm 2006 là 232 người.